# Доротея София Шлезвиг-Гольштейн-Зондербург-Глюксбургская
Доротея София Шлезвиг-Гольштейн-Зондербург-Глюксбургская (нем. Dorothea Sophie von Schleswig-Holstein-Sonderburg-Glücksburg; 28 сентября 1636, Глюксбург — 6 августа 1689, Карлсбад) — правнучка короля Дании Кристиана III, дочь герцога Филиппа Шлезвиг-Гольштейн-Зондербург-Глюксбургского и Софии Гедвиги Саксен-Лауэнбургской. В замужестве герцогиня Брауншвейг-Люнебургская и позднее курфюрстина Бранденбургская.

## Биография
В 1653 году Доротея София вышла замуж за герцога Кристиана Людвига Брауншвейг-Люнебургского, шурина короля Дании Фредерика III. Брак оказался бездетным. В 1665 году её супруг умер, и Доротея София удалилась в свои вдовьи владения — в замок Герцберг.
14 июня 1668 года Доротея София вышла замуж во второй раз за бранденбургского курфюрста Фридриха Вильгельма I. Для обеспечения финансового положения своих сыновей она приобрела Бранденбург-Шведт и другие дворянские поместья. В 1676 году она стала владелицей старопрусского полка № 7. Её имя в 1678—1692 годах носили два фрегата бранденбургского флота.
Доротея София была похоронена в склепе Гогенцоллернов в Берлинском кафедральном соборе. Имя Доротеи Софии носит исторический район Берлина Доротеенштадт.

## Потомки
Во втором браке у Доротеи Софии родились:
- Филипп Вильгельм, маркграф Бранденбург-Шведта (1669—1711), женат на Иоганне Шарлотте, принцессе Ангальт-Дессау (1682—1750)
- Мария Амалия (1670—1739), замужем за Карлом Мекленбург-Гюстровским (1664—1688), наследным принцем Мекленбург-Гюстрова, затем за герцогом Саксен-Цейцским Морицем Вильгельмом (1664—1718)
- Альбрехт Фридрих (1672—1731), маркграф Бранденбург-Шведтский, женат на Марии Доротее Курляндской (1684—1743)
- Карл Филипп (1673—1695), маркграф Бранденбург-Шведта, женат на Катерине ди Бальбиано (1670—1719)
- Елизавета София (1674—1748), замужем за герцогом Курляндии Фридрихом Казимиром Кеттлером (1650—1698), затем за маркграфом Кристианом Эрнстом Бранденбург-Байрейтским (1644—1712), далее за герцогом Саксен-Мейнингена Эрнстом Людвигом I (1672—1724)
- Доротея (1675—1676)
- Кристиан Людвиг (1677—1734), маркграф Бранденбург-Шведтский

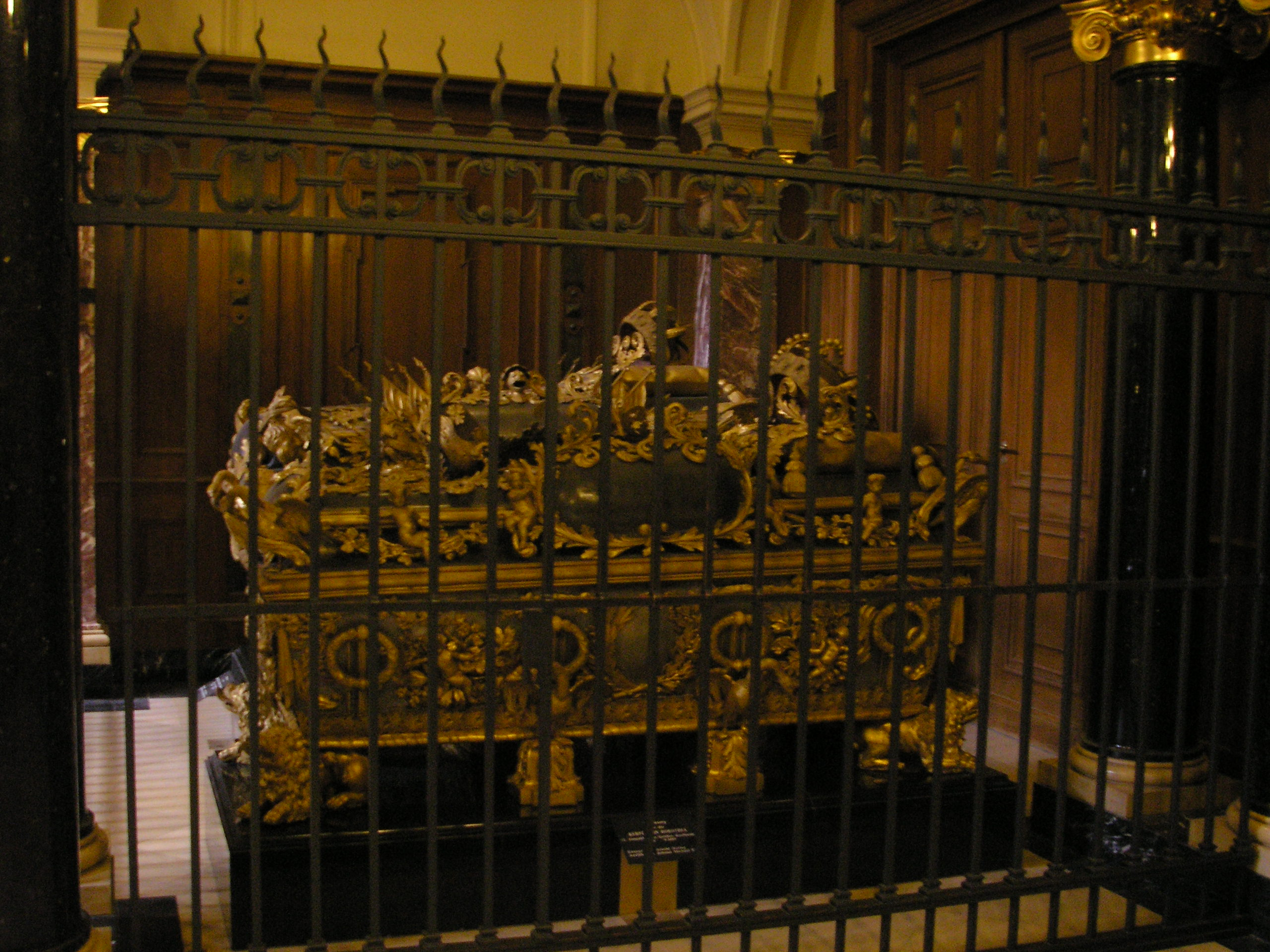
Могила Доротеи Софии в Берлинском соборе

## В культуре
Курфюрстина Бранденбургская (без имени) является одним из персонажей драмы Генриха Клейста «Принц Фридрих Гомбургский», действие которой происходит в 1675 году.